# Copa de Honor Juan Domingo Perón
El Torneo de Honor Gral. Juan D. Perón fue un torneo oficial, no regular, organizado por la Asociación del Fútbol Argentino en 1950. Participaron los 12 equipos de la segunda división de Argentina, divididos en dos zonas de 6 equipos cada una. Se jugó a dos ruedas todos contra todos, con un total de 10 partidos por equipo. Los ganadores de cada zona se enfrentaron a un solo encuentro para definir al ganador del certamen.

## Historia

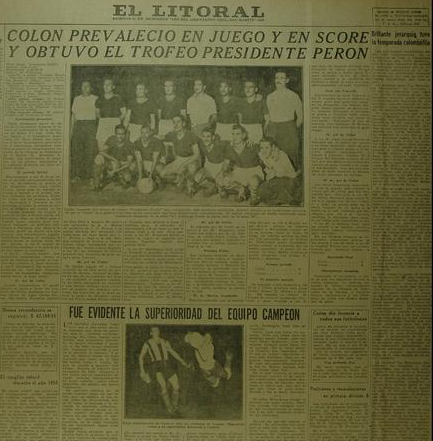
Diario "El Litoral" el 31/12/1950

En 1950, una vez finalizado el torneo oficial de Primera B, para que los clubes de la divisional no estuvieran tanto tiempo inactivos, la AFA organizó un torneo en el que estuvo en juego la Copa de Honor «Juan Domingo Perón». Del mismo participaron los 12 equipos de la categoría, divididos en dos zonas de 6 equipos cada una. Se jugó a dos ruedas todos contra todos, con un total de 10 partidos por equipo. Los ganadores de cada zona se enfrentaron a un solo encuentro para definir al ganador del certamen.
A la final llegaron los dos equipos santafesinos: Colón, líder de la Zona A con 15 puntos y Unión, líder de la Zona B con 14 puntos.
El 30 de diciembre de 1950 disputaron la final, ganada por el Club Atlético Colón por 4 a 2, marcando para el sabalero Juan Carlos Frutos, Ernesto Ferreira y en dos oportunidades José “Chengo” Canteli, uno de los máximos goleadores del fútbol de la provincia de Santa Fe, obteniendo de esta manera su primer trofeo oficial de AFA, la copa que llevaba el nombre del entonces Presidente de la República Argentina.

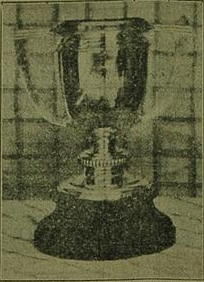
Copa entregada al campeón del Torneo de Honor Gral. Juan D. Perón

## Participantes

### Zona A
Almagro (Villa Crespo – Buenos Aires), 
Argentino de Quilmes (Quilmes – Provincia de Buenos Aires), 
Colón (Santa Fe – Provincia de Santa Fe), 
Nueva Chicago (Mataderos – Buenos Aires), 
Sportivo Dock Sud (Dock Sud – Provincia de Buenos Aires), 
Talleres (RdE) (Remedios de Escalada – Provincia de Buenos Aires).

### Zona B
Argentinos Juniors (La Paternal – Buenos Aires),
El Porvenir (Gerli – Provincia de Buenos Aires), 
Lanús (Lanús – Provincia de Buenos Aires), 
Los Andes (Lomas de Zamora – Provincia de Buenos Aires), 
Temperley (Turdera – Provincia de Buenos Aires), 
Unión (Santa Fe – Provincia de Santa Fe).

## Clasificación

### Zona A

#### Tabla de posiciones final

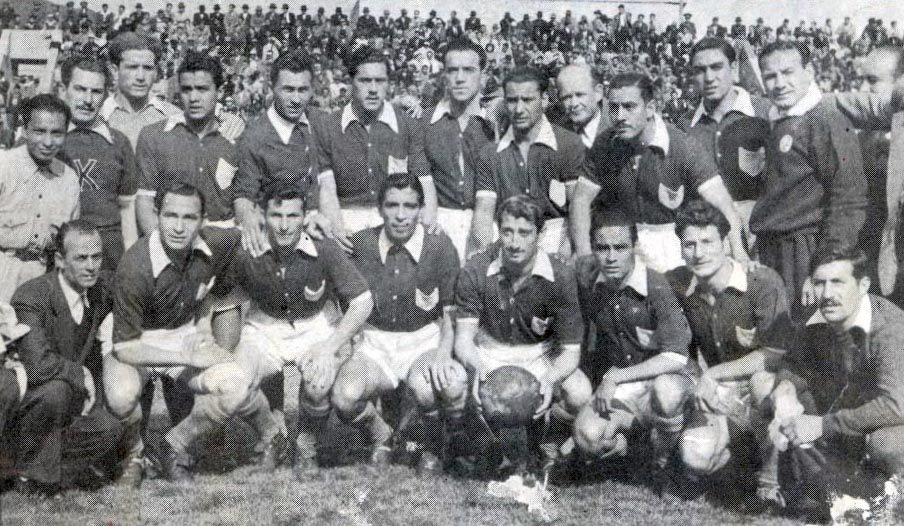
Equipo de Lanús Campeón de Primera B en 1950

| Pos. | Equipo                | Pts. | PJ | PG | PE | PP | GF | GC | Dif. |
| ---- | --------------------- | ---- | -- | -- | -- | -- | -- | -- | ---- |
| 1.º  | Colón                 | 15   | 10 | 6  | 3  | 1  | 30 | 13 | 17   |
| 2.º  | Nueva Chicago         | 14   | 10 | 7  | 0  | 3  | 29 | 23 | 6    |
| 3.º  | Dock Sud              | 14   | 10 | 6  | 2  | 2  | 29 | 16 | 13   |
| 4.º  | Almagro               | 11   | 10 | 5  | 1  | 4  | 32 | 19 | 13   |
| 5.º  | Talleres              | 4    | 10 | 2  | 0  | 8  | 12 | 27 | −15  |
| 6.º  | Argentinos de Quilmes | 2    | 10 | 1  | 0  | 9  | 13 | 47 | −34  |

|  | Clasificado a la final. |

#### Resultados
1ra. Fecha
30/09/1950 en Mataderos: Nueva Chicago 4, Sp. Dock Sud 2
30/09/1950 en Quilmes: Argentino de Quilmes 2, Almagro 3
01/10/1950 en Santa Fe: Colón 1, Talleres 0
2da. Fecha
07/10/1950 en Mataderos: Nueva Chicago 4, Argentino de Quilmes 2
07/10/1950 en Dock Sud: Sp. Dock Sud 2, Colón 2
07/10/1950 en Remedios de Escalada: Talleres ganó puntos a Almagro
Nota: Suspendido por incidentes, con el marcador 2-2. Se dio ganado a Talleres por 3-2.
3ra. Fecha
12/10/1950 en Santa Fe: Colón 8, Nueva Chicago 1
14/10/1950 en Quilmes: Argentino de Quilmes 2, Talleres 0
14/10/1950 en Villa Crespo: Almagro 3, Sp. Dock Sud 1
4ta. Fecha
21/10/1950 en Mataderos: Nueva Chicago 5, Almagro 1
21/10/1950 en Dock Sud: Sp. Dock Sud 5, Talleres 1
22/10/1950 en Santa Fe: Colón 5, Argentino de Quilmes 1
5ta. Fecha
28/10/1950 en Quilmes: Argentino de Quilmes 1, Sp. Dock Sud 6
28/10/1950 en Remedios de Escalada: Talleres 1, Nueva Chicago 4
28/10/1950 en Villa Crespo: Almagro 1, Colón 1
Nota: Se jugó en cancha de Atlanta.
6ta. Fecha
04/11/1950 en Remedios de Escalada: Talleres 2, Colón 3
04/11/1950 en Dock Sud: Sp. Dock Sud 1, Nueva Chicago 0
04/11/1950 en Villa Crespo: Almagro 13, Argentino de Quilmes 1 (Dante Tizón)
Nota: Se jugó en cancha de Atlanta.
7ma. Fecha
11/11/1950 en Quilmes: Argentino de Quilmes 2, Nueva Chicago 4
11/11/1950 en Villa Crespo: Almagro 3, Talleres 1
Nota: Se jugó en cancha de Atlanta.
12/11/1950 en Santa Fe: Colón 3, Sp. Dock Sud 3
8va. Fecha
18/11/1950 en Remedios de Escalada: Talleres 2, Argentino de Quilmes 1
18/11/1950 en Dock Sud: Sp. Dock Sud 2, Almagro 1
18/11/1950 en Mataderos: Nueva Chicago 2, Colón 0
9na. Fecha
25/11/1950 en Remedios de Escalada: Talleres 1, Sp. Dock Sud
25/11/1950 en Villa Crespo: Almagro 5, Nueva Chicago 1
Nota: Se jugó en cancha de Atlanta.
Nota: Suspendido por lluvia a los 78’, con el marcador 5-1. No continuó.
25/11/1950 en Quilmes: Argentino de Quilmes 1, Colón 5
Nota: Suspendido por incidentes con la parcialidad de Argentino y falta de efectivos policiales, con el marcador 0-2 no comenzó el segundo tiempo. Continuó el 16 de diciembre.
10ma. Fecha
02/12/1950 en Dock Sud: Sp. Dock Sud 5, Argentino de Quilmes 0
02/12/1950 en Mataderos: Nueva Chicago 4, Talleres 1
03/12/1950 en Santa Fe: Colón 2, Almagro 0

### Zona B

#### Tabla de posiciones final
| Pos. | Equipo             | Pts. | PJ | PG | PE | PP | GF | GC | Dif. |
| ---- | ------------------ | ---- | -- | -- | -- | -- | -- | -- | ---- |
| 1.º  | Unión              | 14   | 10 | 6  | 2  | 2  | 15 | 15 | 0    |
| 2.º  | Lanús              | 12   | 10 | 5  | 2  | 3  | 29 | 15 | 14   |
| 3.º  | Los Andes          | 11   | 10 | 5  | 1  | 4  | 27 | 21 | 6    |
| 4.º  | Argentinos Juniors | 9    | 10 | 4  | 1  | 5  | 20 | 20 | 0    |
| 5.º  | El Porvenir        | 9    | 10 | 2  | 5  | 3  | 21 | 27 | −6   |
| 6.º  | Temperley          | 5    | 10 | 1  | 3  | 6  | 16 | 30 | −14  |

|  | Clasificado a la final. |

#### Resultados
1ra. Fecha
30/09/1950 en Turdera: Temperley 2, El Porvenir 2
30/09/1950 en Paternal: Argentinos Juniors 1, Unión 2
30/09/1950 en Lanús: Lanús  3, Los Andes 2
2da. Fecha
07/10/1950 en Lanús: Lanús 3, Temperley 0
07/10/1950 en Lomas de Zamora: Los Andes 3, Argentinos Juniors 2
08/10/1950 en Santa Fe: Unión 2, El Porvenir 1
3ra. Fecha
14/10/1950 en Turdera: Temperley 1, Unión 1
14/10/1950 en Gerli: El Porvenir 4, Los Andes 2
14/10/1950 en Paternal: Argentinos Juniors 3, Lanús 1
4ta. Fecha
21/10/1950 en Paternal: Argentinos Juniors 5, Temperley 2
21/10/1950 en Lanús: Lanús 1, El Porvenir 1
21/10/1950 en Lomas de Zamora: Los Andes 1, Unión 1
5ta. Fecha
28/10/1950 en Turdera: Temperley 3, Los Andes 2
28/10/1950 en Gerli: El Porvenir 1, Argentinos Juniors 1
29/10/1950 en Santa Fe: Unión 2, Lanús 1
6ta. Fecha
04/11/1950 en Gerli: El Porvenir 4, Temperley 4
04/11/1950 en Lomas de Zamora: Los Andes 2, Lanús 0
05/11/1950 en Santa Fe: Unión 1, Argentinos Juniors 0
Nota: Suspendido a los 15’, por la lluvia, con el marcador 0-0. Continuó días después.
7ma. Fecha
11/11/1950 en Turdera: Temperley 0, Lanús 3
11/11/1950 en Paternal: Argentinos Juniors 2, Los Andes 3
11/11/1950 en Gerli: El Porvenir 2, Unión 1
8va. Fecha
18/11/1950 en Lomas de Zamora: Los Andes 7, El Porvenir 2
18/11/1950 en Lanús: Lanús 5, Argentinos Juniors 0
19/11/1950 en Santa Fe: Unión 2, Temperley 0
9na. Fecha
25/11/1950 en Turdera: Temperley 2, Argentinos Juniors 3
25/11/1950 en Gerli: El Porvenir 4, Lanús 4
26/11/1950 en Santa Fe: Unión 2, Los Andes 0
10ma. Fecha
02/12/1950 en Lomas de Zamora: Los Andes 5 (Roberto Pillado, Osvaldo Panzutto 3 y Alfredo Bernau e/c), Temperley 1 (Tomás Gulla)
02/12/1950 en Lanús: Lanús 8, Unión 1
02/12/1950 en Paternal: Argentinos Juniors 3, El Porvenir 0

## Final
A la final llegaron los dos equipos de la ciudad de Santa Fe, para disputar el título. El clásico santafesino se jugó en el estadio María Eva Duarte de Perón, actualmente denominado Brigadier General Estanislao López, con el arbitraje del inglés Ernest Wilbraham y una recaudación de 42 680 pesos.

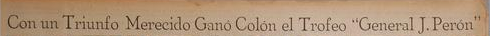
Diario "El Orden" destacaba el triunfo sabalero conseguido el 30 de diciembre de 1950

 El vicepresidente de la Cámara de Diputados de la Nación, Armando Roche, acompañado de su par Genovés García, entregó la noche calurosa y con intensa lluvia del sábado 30 de diciembre de 1950 al capitán del Club Colón, José Belermino Canteli, el trofeo “Presidente de la Nación Argentina, Gral. Juan Domingo Perón”.

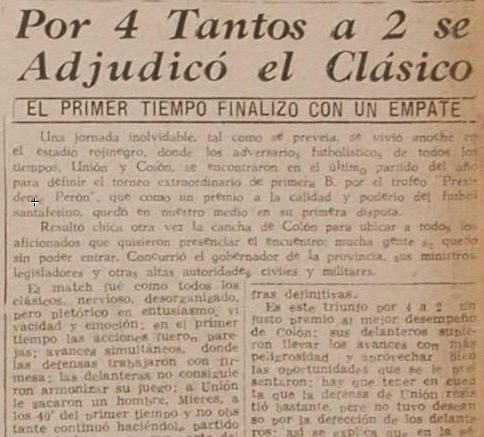
Diario destacaba el triunfo sabalero

### Partido
|            | POR        | Raúl Tenuta        |  |
|            | DEF        | Eulalio Gómez      |  |
|            | DEF        | Agustín Traversi   |  |
|            | DEF        | Ángel Gaetán       |  |
|            | MED        | Ricardo P. Ramírez |  |
|            | MED        | Carlos Rebecchi    |  |
|            | MED        | Ernesto Ferreira   |  |
|            | MED        | José Canteli       |  |
|            | MED        | Juan Carlos Frutos |  |
|            | DEL        | José Leanza        |  |
|            | DEL        | José Marángelo     |  |
| Entrenador | Entrenador | Alberto Chividini  |  |

|            | POR        | Oscar Canteros       |
|            | DEF        | Jacinto Hussein      |
|            | DEF        | Federico Edwards     |
|            | DEF        | Rómulo Juan Mieres   |
|            | MED        | Miguel Ángel Mieres  |
|            | MED        | Eduardo Dusse        |
|            | MED        | Carlos Habichain     |
|            | MED        | Francisco de la Mata |
|            | MED        | Juan Carlos Bruzzone |
|            | DEL        | Miguel Ángel Sánchez |
|            | DEL        | Virgilio Acosta      |
| Entrenador | Entrenador | Rafael Amadei        |

| Anotado | 13' | Juan Carlos Frutos | 1-0 |
| Anotado | 38' | José Canteli       | 2-2 |
| Anotado | 63' | José Canteli       | 3-2 |
| Anotado | 69' | Ernesto Ferreira   | 4-2 |

| Anotado | 20' | Jacinto Hussein      | 1-1 |  |
| Anotado | 36' | Juan Carlos Bruzzone | 1-2 |  |

| Expulsado | 41' | Miguel Ángel Mieres |

| Árbitro | Ernest Wilbraham |